# Wynoldus Munniks

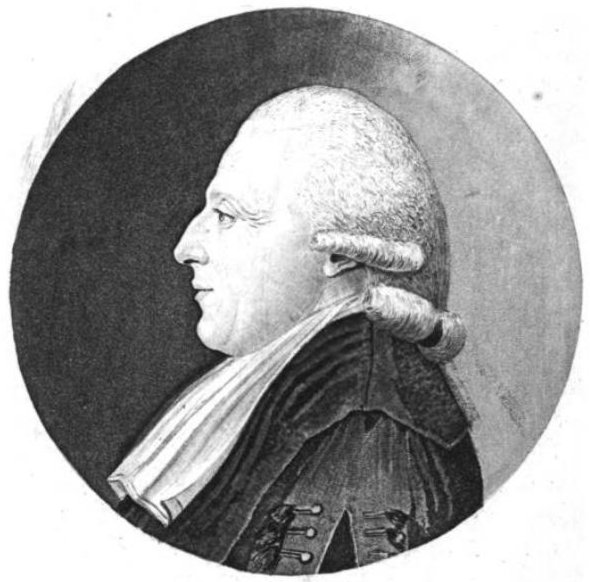
Wijnold Munniks

Wynoldus Munniks of Wijnold Munniks (Joure, 4 december 1744 – Groningen, 8 september 1806) was een Nederlands hoogleraar in de geneeskunde. Hij studeerde in Nederland en Frankrijk, en werd in 1769 in Leiden bevorderd tot doctor in de geneeskunde. In 1771 werd hij benoemd tot hoogleraar aan de universiteit te Groningen, waarbij hij een deel van de taken van Petrus Camper overnam, die hij in 1773 geheel zou overnemen. Eerder was hij assistent van Camper geweest, en had hij samen met Camper proeven gedaan op het gebied van inenting van vee tegen de toentertijd heersende veeziekten, overigens met matig resultaat. Zijn portret, van de hand van Wessel Lubbers, hangt in het academiegebouw in Groningen.